# Paracycloptera grandifolia
Paracycloptera grandifolia is een rechtvleugelig insect uit de familie sabelsprinkhanen (Tettigoniidae). De wetenschappelijke naam van deze soort is voor het eerst geldig gepubliceerd in 1895 door Karl Brunner-von Wattenwyl.